# Scott Smith
Scott Smith (Christchurch, 6 marzo 1975) è un ex calciatore neozelandese, di ruolo difensore.

## Palmarès

### Club

#### Competizioni nazionali
- Football League Trophy: 1

Rotherham Utd: 1995-1996